# Лоччи, Анджело
Анджело Лоччи (итал. Angelo Locci; род. 21 декабря 1962, Кальяри) — итальянский легкоатлет, специалист по барьерному бегу. Выступал за сборную Италии по лёгкой атлетике во второй половине 1980-х годов, обладатель бронзовой медали Средиземноморских игр в Латакии, победитель и призёр первенств национального значения, участник чемпионата мира в Риме.

## Биография
Анджело Лоччи родился 21 декабря 1962 года в городе Кальяри, Сардиния.
Занимался лёгкой атлетикой в клубах Esperia Cagliari и G.S. Fiamme Azzurre.
Впервые вошёл в состав итальянской национальной сборной в 1985 году, выступив в 400-метровом барьерном беге на турнире в Хельсинки.
Наивысшего успеха в своей спортивной карьере добился в сезоне 1987 года, когда в беге на 400 метров с барьерами одержал победу на чемпионате Италии в Риме. Будучи студентом, представлял Италию на Универсиаде в Загребе, где на стадии полуфиналов установил свой личный рекорд — 50,18. Также в этом сезоне дошёл до четвертьфинала на домашнем чемпионате мира в Риме и завоевал бронзовую медаль на Средиземноморских играх в Латакии, уступив в финале только испанцам Хосе Алонсо и Хесусу Ариньо.
Завершил спортивную карьеру по окончании сезона 1989 года.